# جون سامگ-کیون
جون سامگ-کیون (انگلیسی: Jeon Sang-guen؛ زادهٔ ۲۸ فوریهٔ ۱۹۸۱) وزنه‌بردار اهل کره جنوبی است.
وی در مسابقات کشوری و بین‌المللی در مجموع برندهٔ ۲ مدال نقره، ۱ مدال برنز شده‌است.